# Hans-Joachim Scheel (Rennfahrer)
Hans-Joachim Scheel (* 23. Juni 1933 in Apolda; † 28. Februar 2015 in Warburg) war ein deutscher Motorradrennfahrer und Arzt.

## Leben und Karriere
Scheel war einer der erfolgreichsten Motorsportler der DDR und dreimal DDR-Meister. Nach dem Ende seiner Motorsportkarriere ging er 1972 in die BRD und arbeitete in Warburg als Facharzt für Orthopädie. Scheel starb am 28. Februar 2015 im Alter von 81 Jahren.

## Titel
- 1954 – 250-cm³-DDR-Meister auf AWO
- 1955 – 250-cm³-DDR-Meister auf AWO
- 1955 – 500-cm³-DDR-Meister auf Norton